# Smalstad
Smalstad was vanaf de late 15e eeuw tot en met 1795 de benaming van een aantal kleinere plaatsen in het gewest Zeeland waaraan in de middeleeuwen stadsrechten waren verleend, maar die geen zitting hadden gekregen in de, in de 15e eeuw ontstane, Staten van Zeeland. Een smalstad had officieel de status van stad, maar was qua vertegenwoordiging op gewestelijk niveau gelijkgesteld aan het platteland. Het begrip "smal" in smalstad betekent hier "klein", zoals in het Engelse small.

## De Zeeuwse smalsteden
| Jaar van verkrijgen stadsrechten                       | Stad              | Opmerkingen |
| ------------------------------------------------------ | ----------------- | ----------- |
| 1574, 9 maart                                          | Arnemuiden        |             |
| 1403, 7 februari                                       | Brouwershaven     |             |
| 1222/1223, tussen 25 december 1222 en 24 december 1223 | Domburg           |             |
| 1421, voor 6 december                                  | Kortgene          |             |
| 1485, tussen 24 februari en 9 juni                     | Sint-Maartensdijk |             |
| 1355, voor 31 mei                                      | Veere             | Tot 1574    |
| 1315, 2 april                                          | Vlissingen        | Tot 1574    |
| 1223, mei                                              | Westkapelle       |             |

De Zeeuwse steden waren van oorsprong verdeeld in twee groepen die afwisselend werden aangeduid als enerzijds "grote", "goede" of "grafelijke" steden en anderzijds "smalle" of "simpele" steden. Bij de totstandkoming van de Staten van Zeeland in de late 15e eeuw, kregen de grafelijke steden hier zitting in. De grafelijke steden in de Staten van Zeeland waren aanvankelijk Middelburg, Zierikzee, Goes, Reimerswaal en Tholen. Na de Opstand tegen Spanje kwamen hier Vlissingen en Veere bij, terwijl de afgevaardigden van Reimerswaal na 1578 vanwege het langzaam verloren gaan van deze stad niet meer in de vergaderingen van de Staten van Zeeland verschenen.
De smalsteden waren, ondanks hun stadsrechten, qua vertegenwoordiging op gewestelijk niveau gezien gelijkwaardig aan het platteland. Het platteland, en dus ook de smalsteden, werden in de Staten van Zeeland vertegenwoordigd door het Ridderschap, dat vanaf de 1558 enkel nog uit de eerste edele bestond, het hoofd van de adellijke delegatie in de Staten van Zeeland.
De smalsteden hadden vaak, evenals de heerlijkheden op het platteland, "eigen" heren. Vaak hadden ze echter wel een hogere rang. Zo bestond sinds 1555 het Markizaat van Veere en Vlissingen en waren Domburg en Westkapelle, alsook Sint-Maartensdijk hoge heerlijkheden.

## Smalsteden buiten het gewest Zeeland

### Holland
In Holland was Den Haag de Smalstad. Den Haag had Verdedigingsgrachten (Singels), meerdere burgemeesters (tegelijkertijd) en stadsrechten als het Bier(brouw)recht (Brouwerij De Rode Leeuw bij de Brouwersgracht en De Ooievaer bij de Kalvermarkt) en het Marktrecht (het belangrijkste stadsrecht), maar Den Haag had net als de Zeeuwse Smalsteden in de Staten van Zeeland) geen zitting in de Staten van Holland als stad. Zij was onderdeel van de Ridderschap (dorpen, adel en Smalstad Den Haag).
Den Haag was echter na de voltooiing van de Singelsgracht (1619) en het toekennen van het Stadsrecht om Bier te brouwen (enkele jaren later) geen dorp meer.

### Zeeuws-Vlaanderen
Het tegenwoordige Zeeuws-Vlaanderen, grotendeels bestaande uit het voormalige generaliteitsland Staats-Vlaanderen, behoorde in de middeleeuwen niet tot het Graafschap Zeeland maar tot het Graafschap Vlaanderen; de steden in dit gebied zijn derhalve onbekend met het begrip smalstad.